# Don Heckman
Donald J. „Don“ Heckman (* 18. Dezember 1930 in Reading (Berks County, Pennsylvania); gestorben 13. November 2021)
war ein US-amerikanischer Jazz-Saxophonist (Alt) und Klarinettist, Komponist und Jazzkritiker. Als Musiker war er in den 1960er Jahren im Avantgarde Jazz und Free Jazz aktiv.
Don Heckman wuchs in Miami auf und lernte zunächst Klarinette. Mitte der 1950er Jahre begann er in Clubs zu spielen, zog nach New York, war 1960 bis 1962 bei John Benson Brooks und spielte 1962/63 häufig mit Don Ellis. Danach hatte er eine eigene Band und Ende der 1960er Jahre den Improvisational Jazz Workshop mit dem Tenorsaxophonisten Ed Summerlin, mit dem er schon seit 1963 ein Ensemble hatte. 1967 brachten sie das Album The Don Heckman-Ed Summerlin Improvisational Jazz Workshop (bei Ictus Records) heraus, auf dem Ron Carter und Steve Kuhn mitspielten. 1968 gründete er das Electronic Orchestra. Er studierte auch Musikwissenschaft und Musiktheorie.
Später war er als Jazzkritiker tätig. Er schrieb Kolumnen für Village Voice und die New York Times und war Jazzkritiker der Los Angeles Times. Außerdem schrieb er für Jazz Times und für den Down Beat. Er schrieb außerdem Liner Notes unter anderem für Andrew Hill, Wayne Shorter und Yusef Lateef.
Heckman spielte unter anderem auf Aufnahmen von Blood, Sweat & Tears (viertes Album, 1971) und war an John Benson Brooks’ Collage Avant Slant beteiligt. Die Jazz-Diskographie von Tom Lord verzeichnet vier Aufnahme-Sessions von 1962 bis 1968, bei denen er Altsaxophon spielte.

## Lexikalischer Eintrag
- Carlo Bohländer, Karl Heinz Holler, Christian Pfarr: Reclams Jazzführer. 3., neubearbeitete und erweiterte Auflage. Reclam, Stuttgart 1989, ISBN 3-15-010355-X.